# HASTK Mladost Iskon Zagreb
Le HASTK Mladost Iskon Zagreb est un club croate de tennis de table situé à Zagreb. La section féminine a écrit les principales lignes de l'histoire du club.

## Effectif 2011-2012
- Tamara Boroš
- Mima Tomic
- Mitsuki Yoshida
- Mirela Durak

## Palmarès
- Vainqueur de la Coupe des Villes de Foires en 1978.
- Finaliste de la Coupe d'Europe des Clubs Champions en 1982
- Finaliste de la Coupe des Villes de Foires en 1979 et 1980
- Demi-finaliste de la Ligue des Champions en 2010
- 36 fois Championnes de Croatie
- 14 fois vainqueur de la Coupe de Croatie